# Гульва (притока Гуйви)
Гульва — річка в Козятинському районі Вінницької області, права притока Гуйви (басейн Дніпра).

## Опис
Довжина річки 20 км, похил річки — 3,0 м/км. Формується з багатьох безіменних струмків та водойм. Площа басейну 131 км².
Притоки: Вила (ліва).

## Розташування
Бере початок на південно-західній стороні від села Непедівки. Тече переважно на північний схід і в селі Кашперівка впадає у річку Гуйву, праву притоку Тетерева.
Населені пункти вздовж берегової смуги: Іванківці, Вернигородок, Селище.